# فيك شونك
فيك شونك (بالإنجليزية: Vic Schwenk)‏ هو لاعب كرة قدم أمريكية أمريكي، ولد في 26 أكتوبر 1924 في دايتون في الولايات المتحدة، وتوفي في 14 مارس 2016.